# William Jones (regatista)
William Jones –conocido como Will Jones– (Hamilton, 5 de marzo de 1995) es un deportista canadiense que compite en vela. En los Juegos Panamericanos de 2023 obtuvo una medalla de bronce en la clase 49er.

## Palmarés internacional
| Juegos Panamericanos | Juegos Panamericanos | Juegos Panamericanos | Juegos Panamericanos |
| Año                  | Lugar                | Medalla              | Clase                |
| -------------------- | -------------------- | -------------------- | -------------------- |
| 2023                 | Santiago (Chile)     | Medalla de bronce    | 49er                 |